# Hayuma Tanaka
Hayuma Tanaka (田中 隼磨, Tanaka Hayuma) est un footballeur japonais né le 31 juillet 1982 dans la préfecture de Nagano au Japon.
Il fait, pendant une semaine en Janvier 2007, un essai non concluant à l'AS Saint-Etienne.